# Звездчатка гигрометрическая
Звездча́тка гигрометри́ческая (лат. Astraeus hygrometricus) — гриб-гастеромицет семейства склеродермовых. Съедобен.
Другие названия: звездчатка многораздельная, звездчатка бахромчатая, земляные звездочки, бездюха́.

## Описание

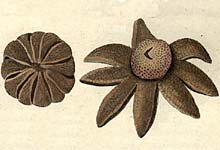
Плодовое тело при низкой (слева) и высокой (справа) влажности

Незрелое плодовое тело округлое, размером 5—9 см, с многослойным перидием, красновато-коричневой окраски.
Глеба сплюснутая, вначале белая, затем коричневая, эндоперидий вначале тоже белый.
Экзоперидий при созревании растрескивается сверху вниз на 5—8 (до 20) остроконечных лопастей, которые отгибаются к земле, обнажая споровый мешок, плодовое тело при этом приобретает звездовидную форму. Внутренняя поверхность лопастей от серого до красновато-коричневого цвета, шероховатая, покрыта сетью трещин и более светлыми чешуйками.
Внутренний споровый мешок почти шаровидный, диаметром 1,5—3 см. Он покрыт серым, постепенно темнеющим (от коричневого до почти чёрного) тонким эндоперидием с шероховатой поверхностью, которая может быть покрыта тонкими волосками. Отверстие на верхушке эндоперидия неправильной формы, перистома отсутствует.
Даже у сорванного гриба лопасти экзоперидия в сухую погоду сгибаются и полностью скрывают спороносный шар, а при повышении влажности распрямляются. Это свойство обеспечивает защиту спор в неблагоприятный для их рассеивания период. Для освобождения спор через отверстие необходимы брызги дождя.
Съедобен, в пищу обычно употребляются только молодые плодовые тела.
Споровый порошок коричневый, споры округлые, шиповатые, диаметром 9 мкм.

## Экология и распространение
Преимущественно почвенный сапрофит, способен и к образованию микоризы. Встречается на сухой каменистой и песчаной почве и на суглинках в разрежённых лесах, в степях и полупустынях. Космополит. В России известен в Европейской части, на Северном Кавказе, в Сибири, на Дальнем Востоке; встречается в основном в южных районах, в средней полосе редок. Плодовые тела могут появляться круглый год, плодоносит группами.